# Corticium penicillatum
Corticium penicillatum är en svampart som beskrevs av Petch 1925. Corticium penicillatum ingår i släktet Corticium och familjen Corticiaceae.   Inga underarter finns listade i Catalogue of Life.